# Bureau of Indian Standards
Das Bureau of Indian Standards (BIS; deutsch Büro für indische Standards) ist das nationale Normungs-/Standardisierungsgremium Indiens unter der Abteilung für Verbraucherschutz (Department of Consumer affairs), des Ministeriums für Verbraucherschutz, Ernährung und öffentliche Verteilung (Ministry of Consumer Affairs, Food & Public Distribution) der Regierung von Indien. Es wurde durch den Bureau of Indian Standards Act von 2016 eingeführt, welcher am 12. Oktober 2017 in Kraft trat. Es löste damit das Indian Standards Institution (ISI) ab die damals gemäß der Resolution des Department of Industries and Supplies Nr. 1 Std.(4)/45 vom 3. September 1946 gegründet und gemäß dem Societies Registration Act von 1860 registriert wurde. Der für das Ministerium oder die Abteilung zuständige Minister übt die administrative Kontrolle über das BIZ aus und ist von Amts wegen Präsident des BIZ. Das BIS hat mehr als 500 wissenschaftliche Mitarbeiter die als Zertifizierungsbeauftragte, Mitgliedssekretäre technischer Komitees und Labor-OICs arbeiten.
Als nationales Normungsgremium hat es 25 Mitglieder aus der Zentral- oder Landesregierung, der Industrie, Wissenschafts- und Forschungseinrichtungen sowie Verbraucherorganisationen. Der Hauptsitz befindet sich in Neu-Delhi, mit Regionalbüros in der östlichen Region in Kalkutta, der südlichen Region in Chennai, der westlichen Region in Mumbai, der nördlichen Region in Chandigarh und der zentralen Region in Delhi sowie weitere 20 Zweigstellen. Es fungiert auch als WTO-TBT-Anfragestelle für Indien.

## Gesetzlicher Rahmen

### Nationales Baugesetz von Indien, 2005
Das Gesetz ist eine umfassende Bauordnung zur Regulierung der Bauausführung im ganzen Land, die erstmals 1970 veröffentlicht wurde. Der vorläufige Änderungsentwurf Nr. 1 zu NBC 2005 Teil 11 „Ansatz zur Nachhaltigkeit“ wurde als vorläufiger Änderungsentwurf in Umlauf gebracht und BIS akzeptierte das Feedback von Personen bis zum 15. März 2013.

### Ziele des Gesetzes von 2016
Das Gesetz wurde am 8. März 2016 von der Rajya Sabha verabschiedet und erhielt am 21. März 2016 die Zustimmung des Präsidenten. Das neue Gesetz hob den Bureau of Indian Standards Act von 1986 auf. Die Hauptziele des neuen Gesetzes sind:
- Einrichtung des Bureau of Indian Standards (BIS) als nationales Normungsgremium von Indien.
- Das Präsidium erfüllt seine Aufgaben durch einen Regierungsrat, der aus dem Präsidenten und anderen Mitgliedern bestehen wird.
- Einbeziehung von Waren, Dienstleistungen und Systeme neben Artikeln und Prozessen in das Normungsregime.
- Der Regierung zu ermöglichen, ein obligatorische Zertifizierungssystem für Artikel, Prozesse oder Dienstleistungen einzuführen, die sie aus Sicht von Gesundheit, Sicherheit, Umwelt, zur Verhinderung irreführender Praktiken, Verbraucherschutz usw. für notwendig hält. Dies soll den Verbrauchern erleichtern ein ISI-Zertifiziertes Produkt zu erhalten und den Import von minderwertigen Produkten verhinder.
- Mehrere Arten von vereinfachten Konformitätsbewertungssystemen zuzulassen, einschließlich der Selbsterklärung zur Konformität (englisch: self-declaration of conformity; SDOC) gegenüber jedem Standard, die den Herstellern mehrere vereinfachte Möglichkeiten bieten, Normen einzuhalten und eine Konformitätsbescheinigung zu erhalten, wodurch die „Erleichterung der Geschäftstätigkeit“ verbessert wird.
- Der Regierung zu ermöglichen verpflichtende Kennzeichnung von Edelmetallartikeln einführen zu können.
- Stärkung der Strafbestimmungen für eine effektivere Einhaltung und Ermöglichung der Verschärfung von Strafen bei Verstößen.
- Eine Rückrufmöglichkeit, einschließlich Produkthaftung von Produkten, die das Standardzeichen tragen, aber nicht den relevanten indischen Standards entsprechen.

## Organisation

### National Institute of Training for Standardization (NITS)
Das National Institute of Training for Standardization ist ein 1995 gegründetes Ausbildungsinstitut des BIS. Es operiert von Noida, Uttar Pradesh, Indien aus.
Die Hauptaktivitäten des NITS sind:
- Internes und offenes Schulungsprogramm für die Industrie
- Internationales Trainingsprogramm für Entwicklungsländer (Commonwealth Länder)
- Schulungsprogramm für seine Mitarbeiter.

### Labore
Um die Aktivitäten der Produktzertifizierung zu unterstützen, verfügt das BIS über 8 National Accreditation Board for Testing and Calibration Laboratories (NABL) akkreditierte Labore. Diese Laboratorien sind für Untersuchungen von Produkte aus den Bereichen Chemie, Lebensmittel, Elektronik und Mechanik ausgestattet. Bei bestimmten Gründen (Überlastung, Wirtschaftlichkeit usw.) wird auch auf externe Labore zurückgegriffen.

### Erleichterungen für die Kleinindustrie
Ein Programm, das für Erleichterungen der Kleinindustrie sorgen soll, wurde am 26. Mai 1997 in Betrieb genommen. Ziel des Programms ist es, Kleinunternehmer zu unterstützen, die das Rückgrat der indischen Industrie bilden. Es gibt ein Anreizsystem, damit diese sich ISI Mark zertifizieren.

### Beschwerdeeinheit
Wenn ein Kunde die verschlechterte Qualität eines zertifizierten Produkts bei der Beswerdeeinheit, BIS HQs, meldet, leistet BIS dem Kunden Wiedergutmachung.

### Zusammenarbeit mit internationalen Normungsgremien
BIS ist Gründungsmitglied und Mitglied der Internationale Organisation für Normung (ISO). Es vertritt Indien zu dem in der International Electrotechnical Commission (IEC) und dem World Standards Services Network (WSSN).

## Aktivitäten

### Standardformulierung und -förderung
Eine der Hauptaufgaben des Büros ist die Formulierung, Anerkennung und Förderung der indischen Standards. Zum 1. Januar 2019 sind über 20.000 Standards von BIS formuliert und in Kraft gesetzt worden. Diese decken wichtige Wirtschaftszweige ab, die der Industrie helfen, die Qualität ihrer Produkte und Dienstleistungen zu verbessern.
Für die Formulierung des indischen Standards gibt es einen separaten Abteilungsrat, der die Arbeit beaufsichtigt und überwacht. Die Standards werden regelmäßig überprüft und im Einklang mit der technologischen Entwicklung aktualisiert, um die Harmonie mit den internationalen Standards aufrechtzuerhalten.

### Produktzertifizierung

#### Für indische Hersteller
Produktzertifizierungen sind grundsätzlich freiwillig außer es geht um Produkte, welche die Gesundheit und Sicherheit betreffen wie Z. B. Milchpulver, Trinkwasser, Flüssiggasflaschen.

#### Für ausländische Hersteller

ISI Mark Logo

Compulsory Registration Scheme (CRS) Mark Logo

Für bestimmte Produkte benötigen Hersteller eine BIS-Zertifizierung (ISI) oder eine BIS-Registrierung nach Compulsory Registration Scheme (CRS), damit diese auf dem indischen Markt vertrieben werden können. Zu diesem Zweck führte BIS im Jahr 2000 sein Produktzertifizierungssystem für ausländische Hersteller ein, das als Foreign Manufacturers Certification Scheme (FMCS) bezeichnet wird. Gemäß den Bestimmungen dieses Programms können ausländische Hersteller eine Zertifizierung von BIS beantragen, um ihre Produkte mit dem BIS-Standardzeichen zu kennzeichnen. Der ausländische Hersteller muss einen Authorized Indian Representative (AIR) ernennen, der in Indien ansässig ist und als Vermittler zwischen BIS und dem Hersteller fungiert.
Hersteller von IT und Unterhaltungselektronik benötigen meistens eine BIS-CRS Zertifizierung. In diesem Fall ist keine Werksinspektion nötig.
Je nach Produkt muss der Hersteller eines von zwei möglichen Kennzeichen auf das Produktetikett drucken. Das Standardzeichen oder das ISI-Zeichen. Das Standardzeichen ist für bestimmte Arten von Elektronik- und IT-Waren obligatorisch, während das ISI-Zeichen für Produktkategorien wie Zement, elektrische Haushaltsgeräte, Lebensmittel, Stahlmaterialien usw. verpflichtend ist. Das ISI-Zeichen wird auch für mehrere Produktkategorien die freiwillig BIS-Zertifiziert werden können, verwendet.

#### Für indische Importeure
Indische Importeure, die beabsichtigen, ein Zertifizierungszeichen zu erhalten, können die Lizenz beantragen. Der Bewertungsbesuch wird jedoch dem ursprünglichen Produkthersteller abgestattet.

#### Managementsystem-Zertifizierung
- Zertifizierungssystem für Qualitätsmanagementsysteme IS/ISO 9001
- Zertifizierungssystem für Umweltmanagementsysteme IS/ISO 14001
- Zertifizierungssystem für Arbeitsschutzmanagementsysteme IS 18001
- Gefahrenanalyse und kritisches Kontrollschema IS 15000
- Zertifizierung des Managementsystems für Lebensmittelsicherheit IS/ISO 22000
- Zertifizierungssystem für das Servicequalitätsmanagementsystem IS 15700
- Zertifizierungssystem für Energiemanagementsysteme IS/ISO 50001
- Zertifizierungsprogramm für das Managementsystem für medizinische Geräte IS/ISO 13485
- Zertifizierungssystem für das Managementsystem für soziale Verantwortung IS 16001
- Zertifizierungssystem für integrierte Managementsysteme
- Zertifizierungssystem für das Straßenverkehrssicherheitsmanagementsystem IS/ISO 39001
- Fertigbetonzertifizierung (en: Ready Mixed Concrete Certification Scheme (RMCPCS))
- Integriertes Milchzertifizierungssystem (en: Integrated Milk Certification Scheme)
- Zertifizierungsprogramm für Sicherheitsmanagementsysteme für Abenteuertourismus IS/ISO 21101
- Lebensmittelsicherheitsaudit gemäß Lebensmittelsicherheits- und Standardvorschriften, 2018